# 二十四孝
《二十四孝》全名《全相二十四孝诗选》，是元代郭居敬所编录。另一個說法是他的弟弟郭守正撰，第三种说法是郭居業撰。由历代二十四个孝子从不同角度、不同环境、不同遭遇行孝的故事集。由于后来的印本大都配以图画，故又称《二十四孝图》。

## 取材
《二十四孝》的故事大都取材于西汉经学家刘向编辑的《孝子传》，也有一些故事取材《艺文类聚》、《太平御览》等书籍。干寶的《搜神記》卷十一收錄三則鯉魚自動破冰彈跳的故事，主角有王祥、王延、楚僚等三人。敦煌藏经洞发现的佛教变文《二十四孝押座文》是中国現存最早的“二十四孝”作品。南宋时期的画家赵子固有“二十四孝书画合璧”一图。元代学者谢应芳在《龟巢集·二十四孝赞》序中说的：“常州王达善所赞《二十四孝》，以《孝经》一章冠于编首。”清代吴正修作《二十四孝鼓词》：“论起这二十四孝，谁人不知，谁人不晓……”
《二十四孝》之后，相继又出现《日记故事大全二十四孝》、《女二十四孝》、《男女二十四孝》等劝孝书籍。
杨伯峻在《经书浅谈》考证说：“元代郭守正将24位古人孝道的事辑录成书，由王克孝绘成《二十四孝图》流传世间；清末，张之洞等人将之扩编至《百孝图说》。应园先生邀请为其86岁父亲庆寿，陈少梅完全依照元代王克孝《二十四孝图》内容绘制了《二十四孝图》卷，与之相比，徐操创作的《二十四孝史》更具个性化。”

## 内容

### 主人公
1. 舜　（先秦）-孝感動天
2. 劉　恆（西汉）-親嚐湯藥
3. 曾　参（春秋）-嚙指心痛
4. 闵　损（春秋）-單衣順母
5. 仲　由（春秋）-負米養親
6. 董　永（东汉）-賣身葬父
7. 郯　子（春秋）-鹿乳奉親
8. 江　革（東漢）-行傭供母
9. 陆　绩（三国）-懷橘遺親
10. 唐夫人（唐朝）-乳姑不怠
11. 吴　猛（晋朝）-恣蚊飽血
12. 王　祥（晋朝）-臥冰求鯉
13. 郭　巨（晋朝）-郭巨埋兒
14. 杨　香（晋朝）-搤虎救父
15. 朱寿昌（北宋）-棄官尋母
16. 庾黔娄（南齐）-嚐糞憂心
17. 老莱子（春秋）-戲彩娛親
18. 蔡　顺（汉朝）-拾桑供母
19. 黄　香（东汉）-扇枕溫衾
20. 姜　诗（东汉）-湧泉躍鯉
21. 王　裒（西晋）-聞雷泣墓
22. 丁　兰（东汉）-刻木事親
23. 孟　宗（三国）-哭竹生筍
24. 黄庭坚（北宋）-滌親溺器

## 評價
有人認為《二十四孝》不少故事不合情理，是愚孝。例如魯迅就曾撰文批評。
有人認為，《二十四孝》已違反人權保障、正確倫理道德、正確法治觀念和正常科學，不少人開始批評。

## 軼事
其中兩個故事「滌親溺器」「戲彩娛親」成為2017年香港中學文憑試中國語文科試卷四說話能力考試其中一題要求考生評論「哪個孝道故事更值得學習」時的兩個選擇。
但大多數考生並未讀過，故當年本題又被稱為「死亡之題」。